# Ulf Hoelscher

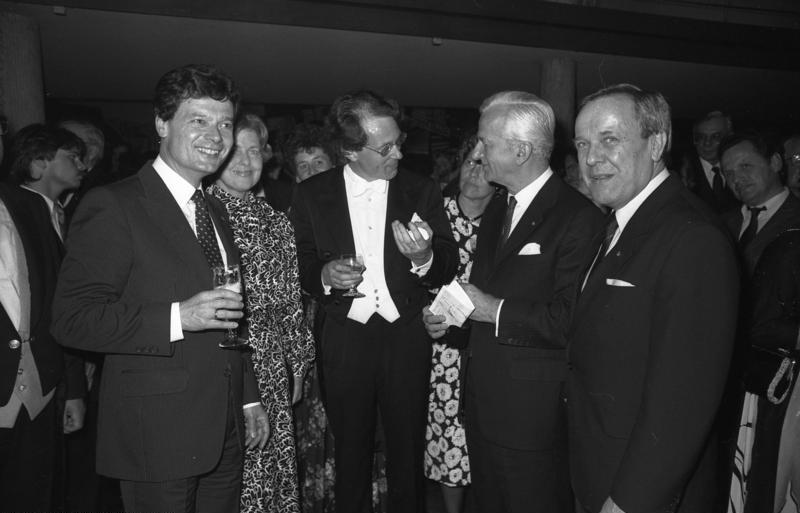
Ulf Hoelscher (Bildmitte) anlässlich eines Konzerts in der Bonner Beethovenhalle (1987)

Ulf Hoelscher (* 17. Januar 1942 in Kitzingen (Unterfranken)) ist ein deutscher Violinist und Dozent für Musikausbildung.

## Ausbildung
Ulf Hoelschers Vater war der Violinist und Musikpädagoge Ferdinand Hoelscher, die Mutter Betty klassisch ausgebildete Sängerin. Sein jüngerer Bruder Uwe Hoelscher wurde bekannt unter dem Künstlernamen Uwe-Martin Haiberg als Primarius des Brahms Quartetts Hamburg und als Professor an der Universität der Künste Berlin. Seine Schwester Gunhild Hoelscher arbeitet als Solistin, Kammermusikerin und Pädagogin in Berlin.
Den ersten Geigenunterricht erhielt Hoelscher durch seinen Vater, der Musiklehrer am Kurfürst-Ruprecht-Gymnasium in Neustadt an der Weinstraße war.
Die weitere Ausbildung während der Schulzeit erfolgte bei Bruno Masurat (Musikhochschule Heidelberg). Mit 16 Jahren nahm Hoelscher ein Studium an der Musikhochschule Köln bei Max Rostal auf, das er mit dem Diplom abschloss. Drei Jahre Zusatzstudium in den USA bei Josef Gingold (Indiana University Bloomington) und Ivan Galamian (Curtis Institute of Music, Philadelphia) vollendeten die Ausbildung.

## Beruf
Seit den 1970er Jahren gehört Hoelscher zu den international anerkannten Violinsolisten und Kammermusikern.
Er konzertierte mit vielen großen Orchestern, u. a. mit den Berliner Philharmonikern, dem BBC Symphony Orchestra London sowie der Staatskapelle Dresden, und spielte unter namhaften Dirigenten, z. B. Marek Janowski, Kurt Masur, Václav Neumann, Esa-Pekka Salonen, Wolfgang Sawallisch, Leonard Slatkin, Horst Stein, Jeffrey Tate, Klaus Tennstedt, Hans Vonk, Bruno Weil, Hiroshi Wakasugi oder David Zinman.
Hoelschers Repertoire enthält neben den berühmten Violinwerken der Klassik und Romantik zahlreiche Kompositionen, die er aus der Vergessenheit geholt hat, so die Violinkonzerte von Erich Wolfgang Korngold, Camille Saint-Saëns, Robert Schumann, Richard Strauss, Othmar Schoeck, Louis Spohr, Ermanno Wolf-Ferrari, Siegfried Wagner und Benjamin Frankel.
Verdient machte er sich auch um die Uraufführungen der Violinkonzerte von Ole Schmidt (1972 in Dortmund und Kopenhagen) und Bülent Tarcan (1973 in Istanbul), von Volker David Kirchner mit den Berliner Philharmonikern (1984), von Franz Hummel (1988 in Sankt Petersburg) und des Doppelkonzertes für Violine und Violoncello von Aribert Reimann mit Wolfgang Boettcher (1989 in Hannover, anschließende Aufführungen in Toulouse, Zürich, New York und Berlin). 1972 war er der Solist der deutschen Erstaufführung des 2. Violinkonzertes von Hans Werner Henze in Berlin.
Hoelscher engagiert sich auch für die Kammermusik und war Partner von Mstislaw Rostropowitsch und Galina Pawlowna Wischnewskaja in einer Aufnahme von Schostakowitsch-Werken.
Für EMI spielte er mit dem Pianisten Michel Béroff die Sonaten von Robert Schumann, César Franck, Richard Strauss und Karol Szymanowski, mit Karl Engel das Gesamtwerk von Franz Schubert für Klavier und Violine (Neuveröffentlichung 2003) ein. Benedikt Koehlen war Partner in einer Aufnahme der Violinsonaten Paul Hindemiths für cpo. Hier erschienen auch Werke für Violine und Klavier von Wolfgang Rihm, die Hoelscher zusammen mit dem Pianisten Siegfried Mauser aufgenommen hat.
Mit Heinrich Schiff und Christian Zacharias bildete Hoelscher zeitweilig ein erfolgreiches Trio – dokumentiert in einer Aufnahme des Brahms-Trios in H-dur und des Tripelkonzertes von Beethoven.
Er konzertierte auch in größerer Kammermusikbesetzung mit dem Ulf Hoelscher Ensemble, das mit einer ersten autorisierten Aufführung und der Aufnahme des Oktetts von Max Bruch von sich reden machte. Mit der Camerata Diana, einem Kammerorchester, das er ebenfalls gegründet hat, spielte er in einer Produktion des SWR Fernsehens für das Mozartjahr 2006 Mozart Violinkonzerte und Einzelsätze für Violine und Orchester ein.
Von 1981 bis 2010 war er Professor für Violine an der  Hochschule für Musik Karlsruhe. Zudem gab Hoelscher Meisterkurse, u. a. im Rahmen der Internationalen Sommerakademie Mozarteum Salzburg und der Internationalen Sommerakademie Cervo.

## Repertoire
- Johann Sebastian Bach
  - Violinkonzert a-Moll, BWV 1041
  - Violinkonzert E-Dur, BWV 1042
  - Cembalokonzert d-Moll, BWV 1052
  - Cembalokonzert f-Moll, BWV 1056
  - Konzert für 2 Violinen d-Moll, BWV 1043
  - Konzert für Cembalo, Flöte, Violine und Streicher (5. Brandenburgisches Konzert), BWV 1050
- Samuel Barber
  - Konzert op. 14 (1941)
- Béla Bartók
  - 2. Violinkonzert, Rhapsodien Nr. 1 und 2
- Ludwig van Beethoven
  - Konzert D-Dur, op. 61
  - Tripelkonzert C-Dur, op. 56
  - Romanze G-Dur, op. 40
  - Romanze F-Dur, op. 50
- Alban Berg
  - Konzert
  - Kammerkonzert für Klavier, Violine und 13 Bläser
- Johannes Brahms
  - Konzert D-Dur, op. 77
  - Doppelkonzert a-Moll, op. 102
- Benjamin Britten
  - Konzert d-Moll, op. 15
- Max Bruch
  - 1. Violinkonzert g-Moll, op. 26
  - Schottische Fantasie, op. 46
  - Adagio appassionato f-Moll, op. 57
- Ferruccio Busoni
  - Konzert D-Dur, op. 35a
- Aram Chatschaturjan
  - Konzert d-Moll (1940)
- Ernest Chausson
  - Poeme, op. 25
- Antonín Dvořák
  - Konzert a-Moll, op. 53
- Edward Elgar
  - Violinkonzert (ab 2002)
- Benjamin Frankel
  - Violinkonzert 1946
- Giorgio Federico Ghedini
  - Concerto dell' Albatro für Violine, Violoncello, Klavier, Orchester und Erzähler
- Philip Glass
  - Violinkonzert 1987
- Alexander Glasunow
  - Konzert a-Moll, op. 82
- Joseph Haydn
  - Konzert Nr. 1 C-Dur
  - Konzert Nr. 4 G-Dur
- Karl Amadeus Hartmann
  - Concerto funebre
- Hans Werner Henze
  - 2. Violinkonzert (1972 Berlin)
- Paul Hindemith
  - Konzert (1939)
- Franz Hummel
  - „Jericho“, Konzert für Violine, Bläser und Trommeln (komponiert 1987, noch nicht uraufgeführt)
  - „Archeopterix“, Violinkonzert (Uraufführung 1988, Baden-Baden TV, St. Petersburg live)
  - Sinfonie für Violine und Orchester (Uraufführung 1990 Erlangen, Sinfonieorchester Nowosibirsk)
- Joseph Joachim
  - Ungarisches Konzert d-Moll, op. 11
- Milko Kelemen
  - „Grand Jeux“ für Violine und Orchester
- Volker David Kirchner
  - Konzert (Uraufführung 1984, Berlin)
- Karl Klingler
  - Konzert
- Erich Wolfgang Korngold
  - Konzert D-Dur, op. 35
- Fritz Kreisler
  - Konzert im Stile des 1. Satzes von Paganinis Konzert D-Dur
- Witold Lutosławski
  - Chain II
- Frank Martin
  - Konzert (1952)
- Felix Mendelssohn Bartholdy
  - Konzert e-Moll, op. 64
  - Konzert d-Moll (1822)
  - Konzert für Violine, Klavier und Streichorchester Nr. 1 d-Moll
- Wolfgang Amadeus Mozart
  - Adagio E-Dur, KV 261
  - Konzert B-Dur, KV 207
  - Konzert D-Dur, KV 211
  - Konzert G-Dur, KV 216
  - Konzert D-Dur, KV 218
  - Konzert A-Dur, KV 219
  - Rondo B-Dur, KV 271a
  - Rondo C-Dur, KV 269
  - Sinfonia concertante, KV 364
- Carl Nielsen
  - Konzert op. 33
- Niccolò Paganini
  - Konzert D-Dur, op. 6
  - Konzert b-Moll, op. 7
- Hans Pfitzner
  - Duo für Violine, Cello und Orchester, op. 43
- Sergei Prokofjew
  - Konzert D-Dur, op 19
  - Konzert g-Moll, op. 62
- Aribert Reimann
  - Konzert für Violine, Violoncello und Orchester (Uraufführung 1989 Hannover)
- Camille Saint-Saëns
  - Konzert Nr. 1 A-Dur, op. 20
  - Konzert Nr. 2 C-Dur, op. 58
  - Konzert Nr. 3 h-Moll, op. 61
  - Morceau de concert, op. 62
  - Introduktion und Rondo capriccioso, op. 2
  - Havanaise, op. 83
  - „La Muse et le Poète“, für Violine, Violoncello und Orchester, op. 132
  - Romanze D-Dur, op. 37
  - Romanze, op. 48
- Pablo de Sarasate
  - Zigeunerweisen, op. 20
  - Introduktion und Tarantella, op. 43
  - Carmen Fantasie
- Ole Schmidt
  - Konzert für Violine (Uraufführung 1972 Dortmund)
- Othmar Schoeck
  - Konzert B-dur „quasi una fantasia“, op. 21 (1910/12)
- Dmitri Schostakowitsch
  - Konzert a-Moll, op. 99
- Franz Schubert
  - Rondo A-Dur, D 438
- Robert Schumann
  - Konzert d-Moll
- Mátyás Seiber
  - Fantasia concertante (1943/44)
- Jean Sibelius
  - Konzert d-Moll, op. 47
  - Humoresken Nr. 1 und 2, op. 47
- Christian Sinding
  - Suite im alten Stil, op. 10b
- Louis Spohr
  - Konzert Nr. 1 A-Dur, op. 1
  - Konzert Nr. 2 d-Moll, op. 2
  - Konzert Nr. 3 C-Dur, op. 7
  - Konzert Nr. 4 h-Moll, op. 10
  - Konzert Nr. 5 Es-Dur, op. 17
  - Konzert Nr. 6 g-Moll, op. 28
  - Konzert Nr. 7 e-Moll, op. 38
  - Konzert Nr. 8 a-Moll, op. 47
  - Konzert Nr. 9 d-Moll, op. 55
  - Konzert Nr. 10 A-Dur, op. 62
  - Konzert Nr. 11 G-Dur, op. 70
  - Konzert Nr. 12 A-Dur, op. 79
  - Konzert Nr. 13 E-Dur, op. 92
  - Konzert Nr. 14 a-Moll, op. 110
  - Konzert Nr. 15 e-Moll, op. 128
  - Konzert G-Dur, WoO 9
  - Konzert e-Moll, WoO 10
  - Konzert A-Dur, WoO 12
  - Concertante für zwei Violinen Nr. 1 A-Dur, op. 48
  - Concertante für zwei Violinen Nr. 2 h-Moll, op. 88
- Richard Strauss
  - Konzert d-Moll op. 8
- Igor Strawinski
  - Konzert D-Dur (1931)
- Bülent Tarcan
  - Konzert (Uraufführung 1973 Istanbul)
- Pjotr Iljitsch Tschaikowski
  - Konzert D-Dur, op. 35
  - Serenade mélancolique, op. 26
  - Valse scherzo, op. 34
- Ralph Vaughan Williams
  - The Lark Ascending
- Henri Vieuxtemps
  - Konzert Nr. 4 d-Moll, op. 31
  - Konzert Nr. 5 a-Moll, op. 37
- Giovanni Battista Viotti
  - Konzert a-Moll, op. 22
- Antonio Vivaldi
  - Vier Jahreszeiten
- Siegfried Wagner
  - Violinkonzert
- William Walton
  - Konzert
- Kurt Weill
  - Konzert (1924)
- Henryk Wieniawski
  - Konzert Nr. 1 fis-Moll, op. 1
  - Polonaise brillante D-Dur, op. 4
  - Polonaise brillante A-Dur, op. 21
  - Fantasie brillante (nach Motiven aus der Oper „Margarete“ von Charles Gounod), op. 20
- Ermanno Wolf-Ferrari
  - Konzert D-Dur, op. 26

## Diskografie
- EMI CDZ 25 3060 2
 Ludwig van Beethoven, Violinkonzert. Ulf Hoelscher; Hans Vonk, Staatskapelle Dresden:
  - Konzert für Violine und Orchester D-Dur, op. 61
- EMI Classics 747427 2
 Ludwig van Beethoven, Tripelkonzert. Christian Zacharias, Ulf Hoelscher, Heinrich Schiff; Kurt Masur, Gewandhausorchester Leipzig:
  1. Konzert für Klavier, Violine, Violoncello und Orchester („Tripelkonzert“), C-Dur, op. 56
  2. Romanze für Violine und Orchester, G-Dur, op. 40
  3. Romanze für Violine und Orchester, F-Dur, op. 50
- RCA Classics 74321 29243 2
 Schönberg, Webern & Berg, Violinkonzert. Ulf Hoelscher; Liana Isakadze / Hiroshi Wakasugi, Georgian State Chamber Orchestra, Kölner Rundfunk-Sinfonie-Orchester:
  1. Verklärte Nacht, op. 4 (Arnold Schönberg)
  2. Passacaglia for Orchestra, op. 1 (Anton Webern)
  3. Violin Concerto „Dem Andenken eines Engels“ (Alban Berg)
- EMI Classics 5 73249 2
 Brahms & Mendelssohn, Violinkonzerte. Ulf Hoelscher, Yehudi Menuhin; Klaus Tennstedt / Rafael Frühbeck de Burgos, Sinfonieorchester des Norddeutschen Rundfunks, London Symphony Orchestra:
  1. Konzert für Violine und Orchester, D-Dur, op. 77  (Johannes Brahms)
  2. Konzert für Violine und Orchester, e-Moll, op. 64  (Felix Mendelssohn Bartholdy)
- Capriccio 10 496
 Brahms & Weber. Ulf Hoelscher, Wolfgang Boettcher, Milan Turkovic; Sir Neville Marriner, Radio-Sinfonieorchester Stuttgart:
  1. Konzert für Fagott und Orchester, F-Dur, op. 75
  2. Andante und „Rondo Ungarese“ für Fagott und Orchester, op. 35
  3. Konzert für Violine, Violoncello und Orchester, a-Moll, op. 102
- EMI Classics 5 73251 2
 Bruch & Korngold, Violinkonzerte. Ulf Hoelscher; Bruno Weil / Willy Mattes, Bamberger Symphoniker, Radio-Orchester Stuttgart:
  1. Konzert für Violine und Orchester Nr. 1, g-Moll, op. 35 (Max Bruch)
  2. Konzert für Violine und Orchester, D-Dur, op. 35 (Erich Wolfgang Korngold)
  3. Viel Lärm um nichts, op. 11 (Erich Wolfgang Korngold)
  4. Thema und Variationen, op. 42 (Erich Wolfgang Korngold)
- CPO 99 451-2
 Max Bruch. Ensemble Ulf Hoelscher (Ulf Hoelscher, Violine; Nachum Erlich, Violine; Karl-Heinz Schultz, Violine; Ingo de Haas, Violine; Jörg-Wolfgang Jahn, Viola; Madeline Prager, Viola; Christian Euler, Viola; Martin Ostertag, Violoncello; Wolfgang Güttler, Kontrabass; Ian Fountain, Klavier):
  1. Streichoktett, op. posth.
  2. Quintett für Klavier und Quartett, g-Moll, op. posth.
  3. Streichquintett, a-Moll, op. posth.
- CPO 999 422-2
 Benjamin Frankel, Violinkonzert. Ulf Hoelscher (Violine), Brett Dean (Viola), Stephen Emmerson (Klavier), David Lale (Cello), Alan Smith (Violine); Werner Andreas Albert, Queensland Symphony Orchestra:
  1. Konzert für Violine und Orchester, „In Memory of the Six Million“, op. 24
  2. Viola-Konzert, op. 45
  3. Serenata Concertante für Klaviertrio und Orchester, op. 37

## Auszeichnungen
- 1961: Gewinn des Wettbewerbs der deutschen Musikhochschulen
- 1966: Preisträger in Montreal
- 1966: Aufnahme in die Bundesauswahl Konzerte Junger Künstler
- 1975: Grammy in der Kategorie Bester Album-Begleittext – Klassische Musik (The Classic Erich Wolfgang Korngold)
- 1983: Kunstpreis des Landes Rheinland-Pfalz